# Serguei Diàguilev
Serguei Diàguilev (rus: Сергей Павлович Дягилев)  (Selischi, 31 de març de 1872 - Venècia, 19 d'agost de 1929) (en rus: Серге́й Па́влович Дя́гилев, Sergueï Pavlovitch Diaguilev va ser organitzador d'espectacles, crític d'art, protector d'artistes i empresari de ballet rus.
Creador i empresari de la construcció, va fundar els Ballets Russos dels quals van sorgir nombrosos ballarins i coreògrafs que van fer l'art de la dansa al segle xx.

## Situació personal
Nascut en una família benestant de la noblesa russa a la Rússia Imperial, Serguei Diàguilev va estudiar dret a la Universitat de Sant Petersburg, així com música i cant al Conservatori de la mateixa ciutat (una passió que va heretar de la seva sogra). L'any 1890, el trobem a Perm. Va obtenir una llicenciatura en musicologia l'any 1892, però va abandonar el seu somni de ser compositor després que el seu mestre, Nikolai Rimski-Kórsakov, li digués que no estava realment dotat en aquest art.

### Vida privada

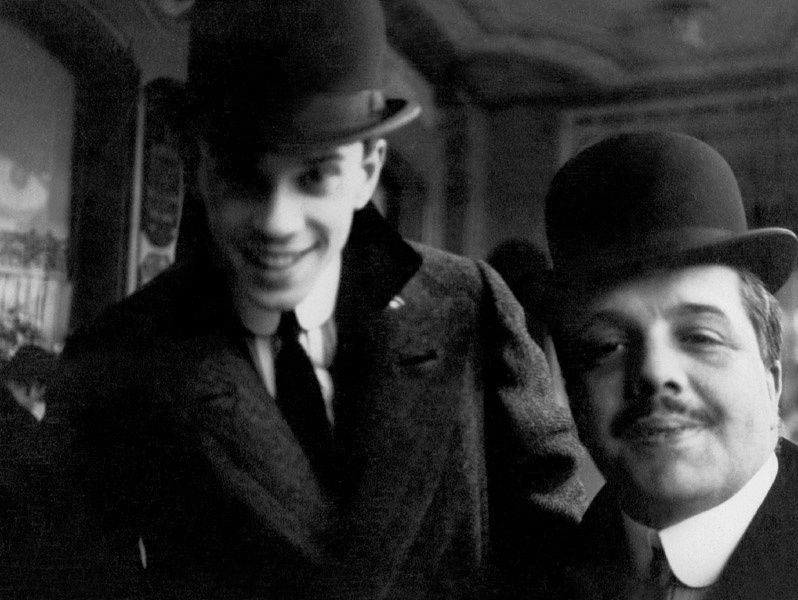
Vaslav Nijinski i Serguei Diàguilev el 1911.

Diàguilev va tenir diverses relacions homosexuals durant la seva vida, primer amb el seu cosí Dmitri Filossófov, quan tots dos eren adolescents, després amb el ballarí Vàtslav Nijinski, que havia tingut una aventura amb un adinerat aristòcrata, en part per ajudar la seva família, abandonada pel seu pare. Diàguilev va acomiadar Nijinsky del seu càrrec amb els Ballets Russos el 1913 després del matrimoni d'aquest últim. L'artista tornarà més tard a l'empresa, però definitivament es trenca la vella amistat que unia els dos homes. Nijinsky s'enfonsa a poc a poc en la bogeria i acaba deixant de reconèixer el seu antic amant. L'última relació coneguda de Diàguilev va ser l'escriptor i llibretista Boris Kochno, que seria el seu secretari a partir de 1921 i l'acompanyaria fins al final de la seva vida.

### Caràcter
Alicia Markova, Tamara Karsavina, Serguei Lifar i Sokolova recorden Diàguilev com un personatge paternalista que va posar les necessitats de la seva companyia per sobre de les seves. Va emetre xec sense fons per finançar la seva empresa, vestint-se impecablement i, al final de la seva vida, col·leccionar magnífics llibres rars.

### Després de 1905
El nou poder fruit de la revolució de febrer li va oferir el càrrec de ministre de les Arts. Diàguilev es nega i prefereix quedar-se a París. La presa del poder pels bolxevics l'octubre de 1917 va obligar Diàguilev a l'exili. Durant aquest període, va exercir la seva influència en molts camps de l'art, però sobretot en les arts escèniques. Va fer una crida a Sonia i Robert Delaunay per a la reactivació el 1918 del ballet Cléopâtre. En els ballets russos també van participar Pablo Picasso, i després Max Ernst, André Derain, Juan Gris, Georges Rouault, Marie Laurencin.
L'impuls paneuropeu passa llavors per davant de les seves arrels russes. També agrada als músics com Maurice Ravel, Claude Debussy, Darius Milhaud, Emmanuel Chabrier, Erik Satie, Georges Auric, Serguei Prokófiev, Ígor Stravinski, Manuel de Falla i manté una relació permanent amb Jean Cocteau.

### Després de 1917
El nou règim de Lenin el va presentar com un exemple de la burgesia decadent, i quan es va fer evident que el règim soviètic encara continuaria, l'exili de Diàguilev va ser definitiu. Els historiadors oficials de l'art soviètics el van expulsar durant més de 60 anys.
Va morir el 19 d'agost de 1929 a Venècia, Itàlia.

## Carrera

### Els ballets russos

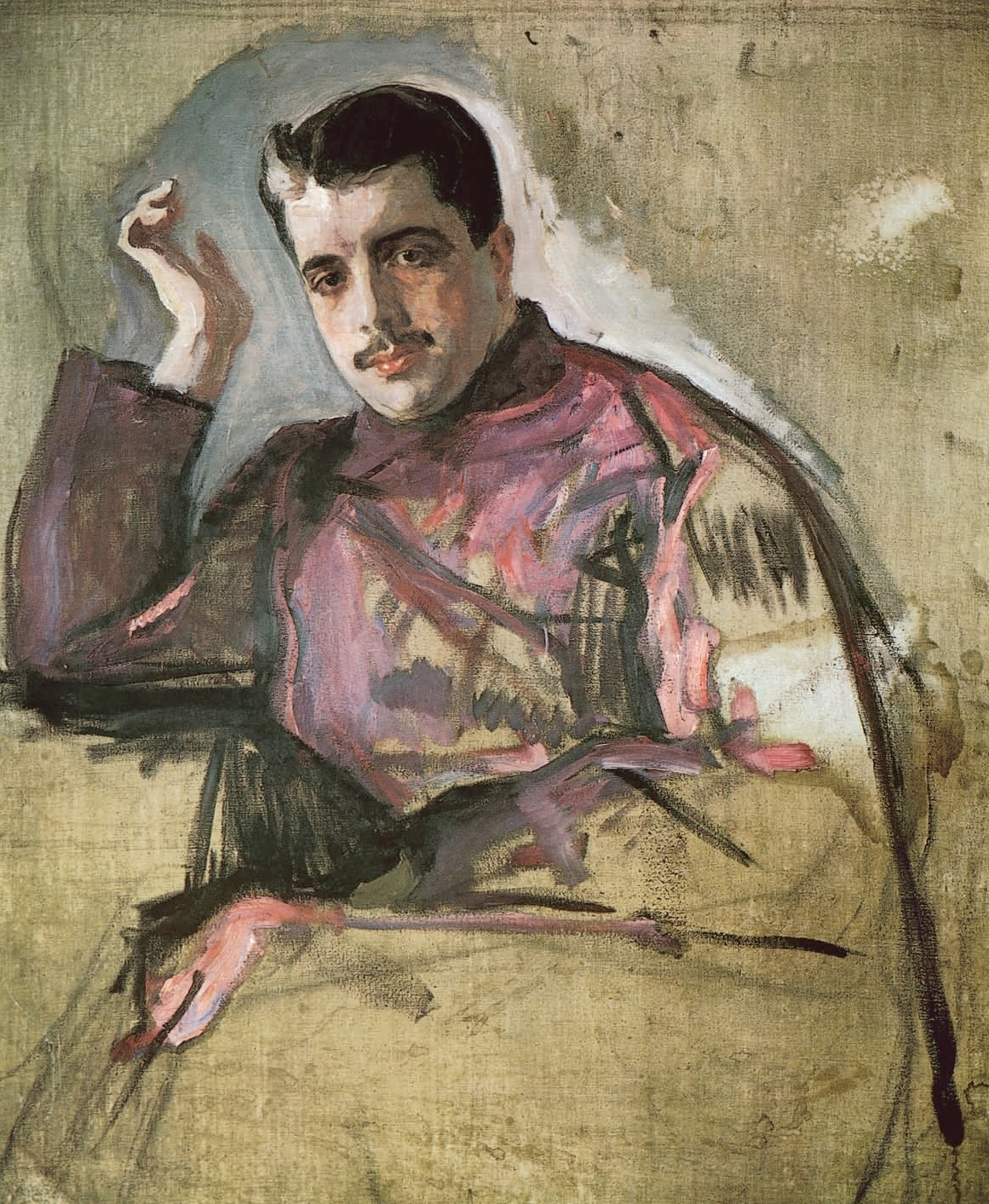
Valentín Serov, Retrat de Serguei Diàguilev (1904), Sant Petersburg, Museu Rus.

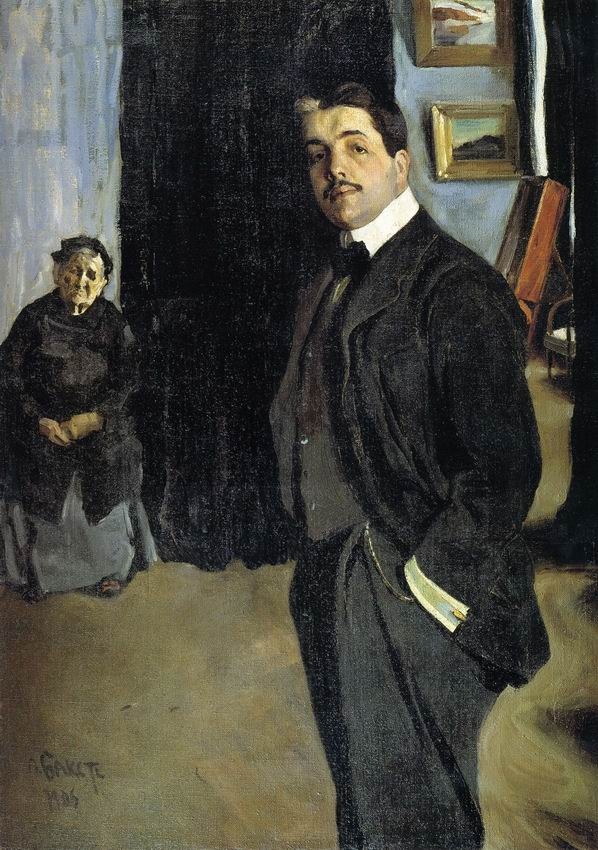
Léon Bakst, Retrat de Serge Diàguilev amb la seva àvia (1906), Sant Petersburg, Museu Rus.

Finals del segle xix aporta més llibertat en la manera d'apreciar la tonalitat, el ritme i les harmonies. Diàguilev és un dels primers a adoptar aquest nou estil de música.
L'estiu de 1897 va anar a Plougasnou (Finistère) per trobar-se amb el seu amic i antic company d'universitat, el pintor Aleksandr Benois, on van posar les bases del Mir Iskousstva (El món de l'Art) fundada l'any següent.
El 1899, va ser nomenat assistent privat del príncep Serguei Wolkonsky, que havia assumit recentment la direcció dels Teatres Imperials. Diàguilev esdevingué, a partir de l'any 1900, responsable de l'Anuari dels Teatres Imperials.
Al voltant dels anys 1900-1901, Volkonski va confiar a Diàguilev la tasca de posar en escena Sylvia ou la Nymphe de Diane, un ballet de Léo Delibes. Amb Alexandre Benois, del qual era l'obra preferida, va crear una producció que va reforçar la reputació dels Teatres Imperials. A causa de les diferències d'opinió, Diàguilev es va negar a publicar l'Anual dels Teatres Imperials del qual finalment va ser donat d'alta el 1901 i va romandre en desgràcia als ulls de la noblesa. Alguns biògrafs atribueixen a l'homosexualitat de Diàguilev l'origen principal d'aquest conflicte. Tanmateix, aquesta homosexualitat era coneguda molt abans que s'unís als Teatres Imperials.
Els seus amics li van romandre fidels i el van ajudar a muntar exposicions. El 1905 exposa a Sant Petersburg retrats pintats per artistes russos, que representa l'any següent amb altres obres al Petit Palais de París. És l'inici d'una llarga cooperació amb el públic francès.
El 1907, Diàguilev va fundar la seva pròpia companyia de Ballets Russos. Gràcies al suport de la comtessa Greffulhe, creadora de la Société des grandes auditions, va organitzar cinc concerts de música russa a París i l'any següent va presentar Borís Godunov de Modest Mússorgski a l'Òpera Garnier protagonitzada per Fédor Chaliapin, editat per Emil Cooper. Va ser en aquest moment quan va afegir una partícula al seu nom en la seva correspondència amb els mecenes francesos. El seu èxit francès el va impulsar a tornar amb els seus ara famosos Ballets Russos que incloïen ballarins de renom: Adolph Bolm, Tamara Karsavina, Vera Karalli i sobretot Anna Pàvlova i Vàtslav Nijinski que van causar sensació durant l'estrena, el 19 de maig de 1909. Moltes d’aquestes obres van ser finançades i patrocinades per la mecenes Winnaretta Singer.
Diàguilev es va separar definitivament del Ballet Imperial l'any 1911 i va convertir la seva companyia en una companyia privada independent formada pels millors elements del Teatre Mariïnski. S'instal·la a Montecarlo, París i Londres, sense estar vinculat a cap teatre en particular.
Al llarg d'aquests anys, Diàguilev programa diferents composicions de Nikolai Rimski-Kórsakov: La noia de Pskov (Pskovitianka; rus: Псковитянка), Nit de maig (Maïskaïa Notch; rus: Майская ночь), El gall d'or (rus: Золотой Петушок). La seva adaptació al ballet de la suite orquestral Xekherazada, presentada el 1910, li va valer la ira de la vídua del compositor, Nadejda Rimskaïa-Korsakova. Aquesta magnífica producció, molt ben rebuda pel públic, demostra ser una decepció econòmica tant per a Diàguilev com per a Oswald Stoll, el propietari de la sala que presenta el ballet.
Diàguilev encarrega música de ballet a compositors reconeguts com Claude Debussy (Jeux, 1913); Maurice Ravel (Daphnis et Chloé, escenografia i vestuari de Léon Bakst, 1912); Erik Satie (Parade, escenografia i vestuari de Pablo Picasso 1917); Manuel de Falla (El sombrero de tres picos, decoració i vestuari de Picasso, 1917); Richard Strauss (Josephs-Legend, 1914); Serguei Prokófiev (Ala i Lolly, rebutjat per Diàguilev i copiat a Suite scythe, Chout, 1915 i El fill pròdig, ambientat per Georges Rouault, 1929); Ottorino Respighi (La Boutique fantasque, escenografia i vestuari d'André Derain, 1918); Francis Poulenc (Les Biches, escenografia i vestuari de Marie Laurencin, 1923) i altres. Probablement el compositor més famós per la seva col·laboració amb Diàguilev és Ígor Stravinski. Diàguilev fa audicions per als seus assajos Focs artificials i Scherzo fantàstic. Impressionat, demanà a Stravinski que adaptés peces de Frédéric Chopin (per al ballet Les Sylphides), escenografia i vestuari d'Aleksandr Benois. El 1910, va encarregar L'ocell de foc, amb escenografies i vestuari d'Alexandre Golovine i Léon Bakst, Petruixka, escenografies i vestuari d'Alexandre Benois el 1911 i La consagració de la primavera el 1913, així com Pulcinella, escenaris i vestuari de Picasso el 1920 i Les noces el 1923.
Molts coreògrafs componen per al seu ballet amb música variada. Entre aquests Michel Fokine, Léonide Massine, Vàtslav Nijinski, Bronislava Nijinska o George Balanchine.
Així, molts decorats dels Ballets Russos van ser signats per primera vegada pel pintor Léon Bakst, amb qui Diàguilev estava en contacte des de 1898 i a qui va nomenar director artístic dels Ballets Russos. Junts van desenvolupar una forma més complexa de ballet i escenografia, amb entreteniment destinat a atraure un públic més ampli que el de l'aristocràcia. Però poc després de la seva arribada a París, Diàguilev també es va envoltar d'una avantguarda parisenca que va contribuir en gran manera al seu èxit, al capdavant de la qual figuraven Picasso, els Delaunay, André Derain, Max Ernst, Georges Rouault, Marie Laurencin...
Diversos membres dels Ballets Russos es van convertir en referents de l'art coreogràfic a Occident: George Balanchine i Ruth Page als Estats Units, Serge Lifar a França, Ninette de Valois i Marie Rambert a la Gran Bretanya.

### Darrers anys

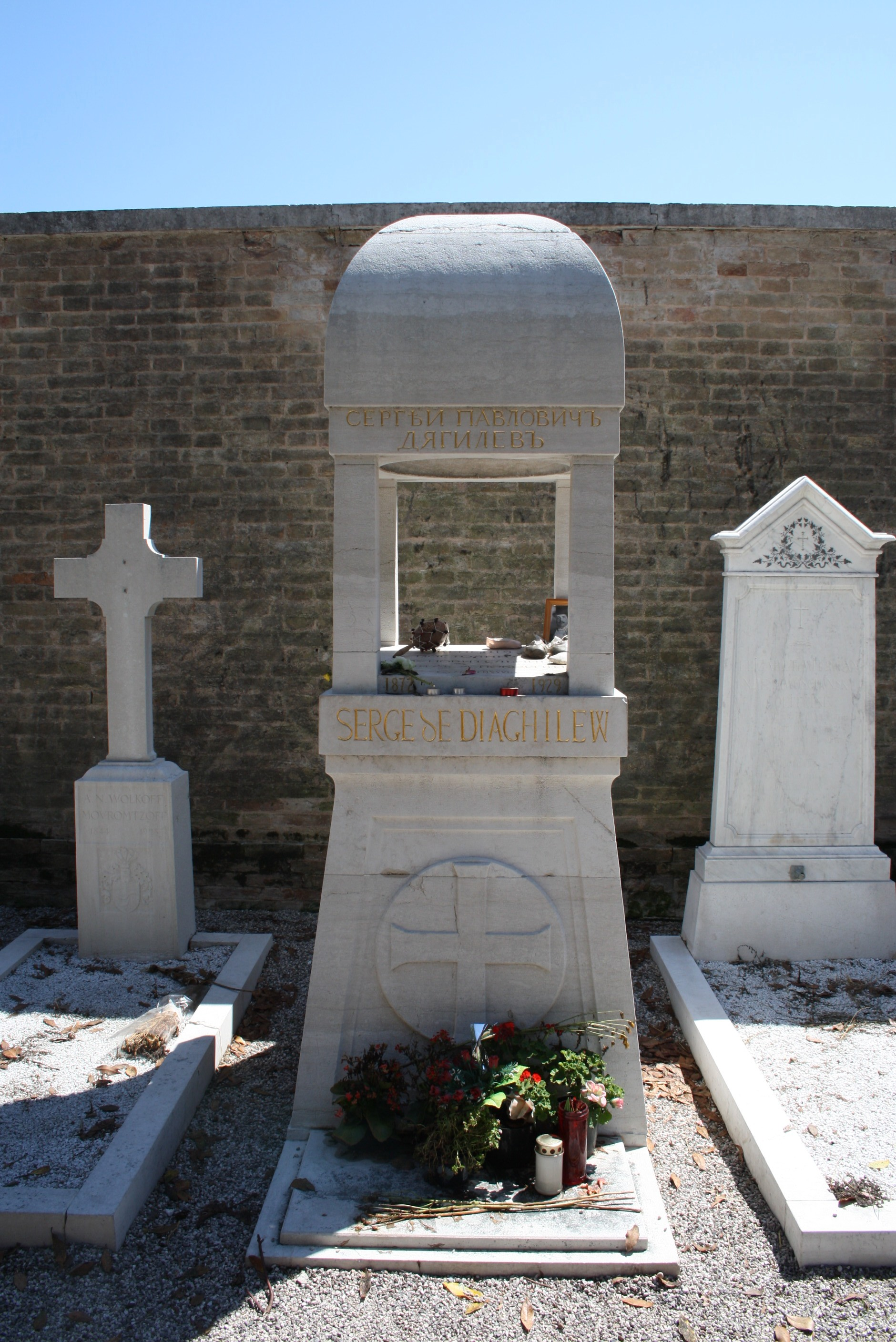
Tomba de Serge de Diàguilev, cementiri de San Michele a Venècia.

Tot i que les actuacions van tenir èxit, el balanç financer dels Ballets Russos era precari. No van sobreviure a la mort del seu creador l'any 1929 al Grand Hôtel des Bains del Lido de Venècia (Itàlia).
Diàguilev està enterrat a la plaça ortodoxa del cementiri de Sant Miquel a Venècia, on s'ajuntarà més tard Ígor Stravinski, enterrat unes quantes tombes més lluny.
La plaça Diàguilev, situada darrere de l'Òpera Garnier de París, porta el seu nom des de 1965.
El Museu d'Art Modern de la Universitat de Sant Petersburg va rebre el seu nom en honor a Serguei Diàguilev.